# Regno di Baguirmi
Il regno di Baghirmi), anche conosciuto come sultanato di Baguirmi, fu un regno islamico o sultanato che esistette come stato indipendente fra il 1522 e il 1897 a sud-est del lago Ciad, nell'Africa centrale.

## Geografia
Il nucleo territoriale del regno di Baghirmi si trovava nell'attuale Repubblica del Ciad, lungo i fiumi Sciari e Bahr Erguig, approssimativamente dall'area di N'Djamena a nord fino a Bousso a sud. Questo nucleo era circondato da insediamenti soggetti alla sua autorità. All'apogeo della sua potenza, il regno di Baghirmi si estendeva su gran parte dell'attuale provincia di Sciari-Baghirmi, esercitando il controllo anche su porzioni del Guéra a est e sull'area di Logone a ovest. Il regno di Baghirmi si trovava inoltre posizionato tra due potenti stati con i quali intrattenne una costante competizione e rivalità per l'egemonia strategica nella regione: il regno di Bornu a nord-ovest e quello di Ouaddaï a nord-est.

## Storia

### Origine e apogeo
Secondo le tradizioni dei baghirmi, il regno emerse dall'associazione di un insieme di capitanati intorno al 1522. Alcuni elenchi reali indicano Mbang Birni Besse come fondatore (regnante dal 1522), mentre altri attribuiscono la fondazione ad Abd al-Mahmud Begli (regnante dal 1493 al 1503). Begli e i suoi successori avviarono la costruzione di un palazzo e di un tribunale a Massénya, capitale e centro economico dello stato. La moschea e il palazzo furono edificati in pietra, mentre le case in argilla. Durante il XVI secolo, gli mbang (sovrani) consolidarono il loro territorio centrale e resero vari piccoli stati loro tributari. Oltre ai Baghirmi, la popolazione includeva Fulani, Kanuri e arabi Shuwa.
L’ascesa del Baghirmi coincise con quella di altri regni minori ai confini meridionali dell’Impero Bornu, come Mandara, Kotoko e Yamta . Sotto il regno di Idris Alooma (1571-1602/3), il Bornu avviò campagne militari per assoggettare i vicini meridionali, annettendo il Baghirmi. Su incoraggiamento dei Sefuwa del Bornu, alcuni mercanti Komboli del Baghirmi si stabilirono nella valle dello Zamfara . Il Baghirmi dipendeva fortemente dal Bornu per partecipare al commercio transahariano, essendo un grande fornitorie di schiavi per la tratta transahariana, catturati a sud del loro territorio.
Sotto il regno di Mbang Abdullah (1568-1608), probabilmente appoggiato dal Bornu, la corte reale si convertì all’Islam, sebbene la maggioranza della popolazione mantenesse le religioni tradizionali. Abdullah si ribellò al Bornu, provocando un’invasione guidata da Alooma, che morì nel 1602 o 1603, assassinato da un guerriero Gumergu . Con Mbang Burkumanda (1635-1665), il Baghirmi estese la sua influenza a nord fino al Lago Ciad e lanciò incursioni nel Bornu, espandendosi anche lungo il fiume Sciari. Non è chiaro se questa espansione fosse motivata principalmente dalla ricerca di schiavi. L’emergere del Sultanato di Ouaddaï come potenza regionale nel XVII secolo frenò l’espansionismo del Baghirmi. Con Mbang Muhammad al-Amin (regnante dal 1751 al 1785), il Baghirmi riconquistò l’indipendenza dal Bornu minacciando attacchi ai suoi confini orientali.

### Declino e colonizzazione
Il declino del regno di Baghirmi ebbe inizio alla fine del XVIII secolo e, all'inizio del XIX secolo, il regno aveva ormai perso la maggior parte dei suoi territori vassalli. Approfittando della situazione, il sultanato di Ouaddaïi invase il Baghirmi nel 1805: la capitale Massénya fu saccheggiata, il mbang e la sua famiglia furono uccisi e circa 20.000 persone furono fatte prigioniere e successivamente vendute come schiavi. Gli Ouaddaï insediarono sul trono il figlio del mbang, Burkomanda, rendendo di fatto il Baghirmi uno stato tributario. Nel corso del XIX secolo, diversi viaggiatori ed esploratori europei visitarono il Baghirmi, lasciando testimonianze scritte sulle condizioni del regno. Nel 1870, il Wadai invase nuovamente il territorio, distruggendo parzialmente Massenya. I conflitti interni contribuirono ulteriormente a indebolire lo stato.
Nel 1893, il signore della guerra Rabih al-Zubayr conquistò il Baghirmi, incendiando Massénya. Il mbang Abd ar-Rahman Gaorang II chiese aiuto ai francesi rivolgendosi al militare francese Émile Gentil, e nel 1897 venne firmato un trattato che rese il Baghirmi un protettorato francese. Nel 1900, le forze congiunte francesi e bagirmiane sconfissero e uccisero Rabih az-Zubayr nella Battaglia di Kousséri, portando alla disintegrazione del suo dominio. Nel 1902, il Protettorato del Baghirmi venne trasformato ufficialmente in colonia. Incoraggiato dal patto con i francesi, il mbang di Baghirmi cercò di riconquistare la preminenza perduta, organizzando controffensive contro gli Ouaddaï ed i Bornu. Queste azioni furono tuttavia inefficaci a causa dello scarso o nessun supporto ricevuto dagli europei, ad eccezione di una piccola espansione a sud dei suoi territori. Dopo un ultimo breve conflitto con i francesi che si concluse nel 1912, il regno di Baghirmi cessò di esistere e divenne una circoscrizione sotto l'amministrazione diretta dell'Africa equatoriale francese fino al 1960, quando il Ciad dichiarò l'indipendenza.

### Dopo l'indipendenza
Dopo l'indipendenza del Ciad nel 1960, il regime di François Tombalbaye abolì le monarchie tradizionali prive di sovranità effettiva, tra cui quella del Bagirmi. Tuttavia, nel 1970, su raccomandazione della Mission de Réforme Administrative (MRA) francese, questa politica venne parzialmente rivista, consentendo una certa restaurazione delle autorità tradizionali. Dopo il rovesciamento di Tombalbaye, i poteri del mbang furono nuovamente ridotti. Nel marzo 2010, il sultano del Baghirmi, Mbang Hadji Woli Mahamat — in carica dal 2003 — fu ufficialmente reintegrato nelle sue funzioni dal Ministro degli Interni e della Pubblica Sicurezza del Ciad.

## Economia, società e governo
Il Sultanato di Baghirmi fu un importante fornitore di schiavi per il commercio trans-sahariano, approvvigionandosi prevalentemente nelle regioni a sud del proprio territorio. Oltre agli schiavi, esportava anche pelli di animali, avorio e cotone, mentre tra le principali importazioni figuravano rame e conchiglie cauri, queste ultime utilizzate come moneta di scambio. La schiavitù rappresentava un pilastro dell'economia di Baguirmi: gli schiavi erano commerciati come merce, destinati sia al lavoro agricolo nelle tenute locali sia al servizio presso i mbang e i loro funzionari, i maladonoge. Il Sultanato era inoltre noto per la specializzazione nella fornitura di eunuchi destinati all'Impero Ottomano. Secondo alcune fonti, all'interno della società baguirmiana la schiavitù era concepita come una fase temporanea della vita, dopo la quale gli individui potevano essere reintegrati nella vita civile.
Baguirmi riceveva tributi da numerosi stati minori e gruppi nomadi, spesso sotto forma di schiavi. I popoli tributari tendevano ad adottare elementi della cultura baguirmiana e a inviare i giovani delle proprie élite alla corte di Massénya per ricevere un'educazione formale. I territori sottoposti a dominio diretto erano amministrati da funzionari locali detti ngars. Anche le corporazioni professionali erano organizzate gerarchicamente e guidate da capi dotati di titoli specifici.
Le eccedenze agricole venivano utilizzate per il commercio. In seguito, i francesi tentarono di impiantare coltivazioni di cotone su vaste aree per scopi commerciali, ma senza successo. Veniva sfruttata anche la vendita di legname.

### Insediamenti
Le città e le comunità rurali (villaggi e accampamenti) erano i due principali modelli di insediamento precoloniale. Molti Baghirmi (l'etnia maggioritaria del regno) vivevano in villaggi situati vicino a corsi d'acqua e paludi. Le città, che potevano contare migliaia di abitanti, erano spesso cinte da mura. C'erano diversi quartieri e grandi mercati aperti, attorno ai quali si trovavano moschee e residenze ufficiali. Dopo l'occupazione francese, le dimensioni delle città di Barma si ridussero notevolmente.
Gli abitanti di origine araba e i Fulani erano semi-sedentari. Vivevano in villaggi e accampamenti. I villaggi erano piccoli, spesso ospitavano meno di 100 persone e di solito erano situati a nord e a est di Baghirmi. Erano luoghi di coltivazione e pascolo durante la stagione delle piogge (da giugno a settembre); Quando le precipitazioni diminuirono, molte persone migrarono con i loro animali verso sud-ovest. Successivamente allestirono piccoli accampamenti adatti alla transumanza, per gruppi da 10 a 30 persone. Nel corso degli anni si è registrato un elevato grado di assimilazione tra i Barma e altri gruppi etnici locali, in particolare i Fulani, i Kanuri, i Sara e i Massa.
Al suo apogeo il regno si estendeva su 112.000 chilometri quadrati. La capitale Massénya contava circa 15.000 abitanti nel 1850.

### Organizzazione politica
Il regno di Baghirmi era essenzialmente una monarchia feudale. Dal punto di vista amministrativo, il regno era organizzato attorno a capi locali che governavano in nome del mbang. Nella capitale veniva osservato un protocollo rigoroso, con una gerarchia di ministri titolati incaricati di funzioni specifiche. Ad esempio, il Mbarma, di nobile origine, fu il primo capo guerriero; Patia, uno schiavo, servì come secondo in comando di guerra; e il Ngarmane era il capo degli eunuchi ed era responsabile delle incursioni degli schiavi nel sud per conto del tesoro mbang.
Vi sono alcune controversie riguardo alla durata precisa del regno di ciascun sovrano. Ciononostante, le variazioni tra le date possibili sono piccole.
| Sovrano                 | Regno       |
| ----------------------- | ----------- |
| Birni Bessé             | (1513-28)   |
| Lubatko                 | (1528-40)   |
| Malo                    | (1540-61)   |
| Abdaah                  | (1561-1602) |
| Omar                    | (1602 - 20) |
| Dalai                   | (1620-31)   |
| Bourkomanda I           | (1631-61)   |
| Abderahman Woli         | (1661-70)   |
| Dalo Birni              | (1670-76)   |
| Abdel Kadri Woli        | (1676-1704) |
| Bar                     | (1704-19)   |
| Wanga                   | (1719-34)   |
| Bourkomanda Tad Lelé    | (1734-39)   |
| Loel                    | (1739-49)   |
| Muhamad el-Amin         | (1749-84)   |
| Abder Rahman Guerang I  | (1784-1806) |
| Ngarba-Bira             | (1806)      |
| Bourkomanda             | (1806-46)   |
| Abd el-Kedir            | (1846-58)   |
| Mohamad Abou Sekin      | (1858-77)   |
| Abder Rahman Guerang II | (1883-1918) |